# Nederlandse 1 gulden

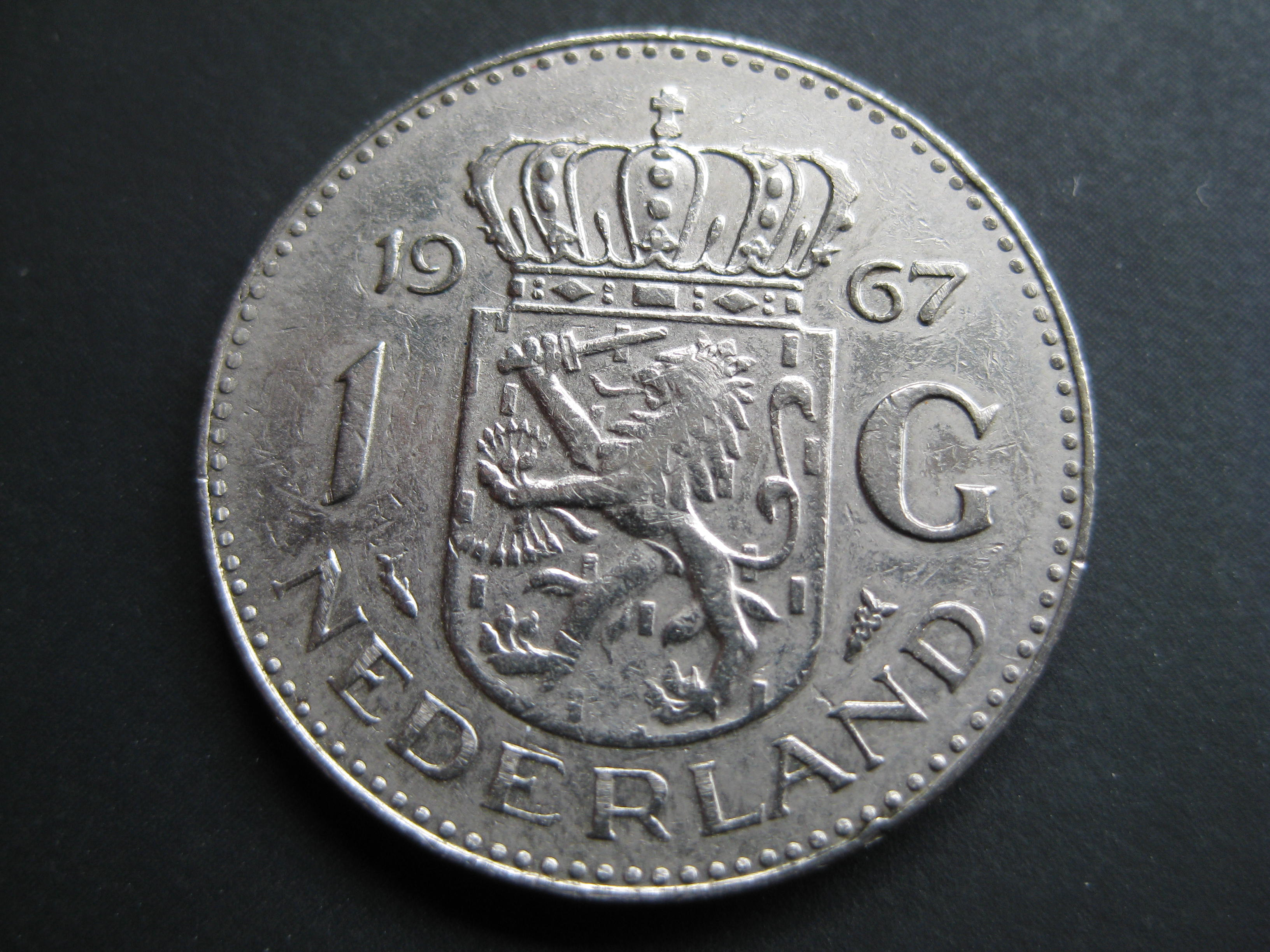
Nederlandse gulden 1967, nikkel, muntmeesterteken vis

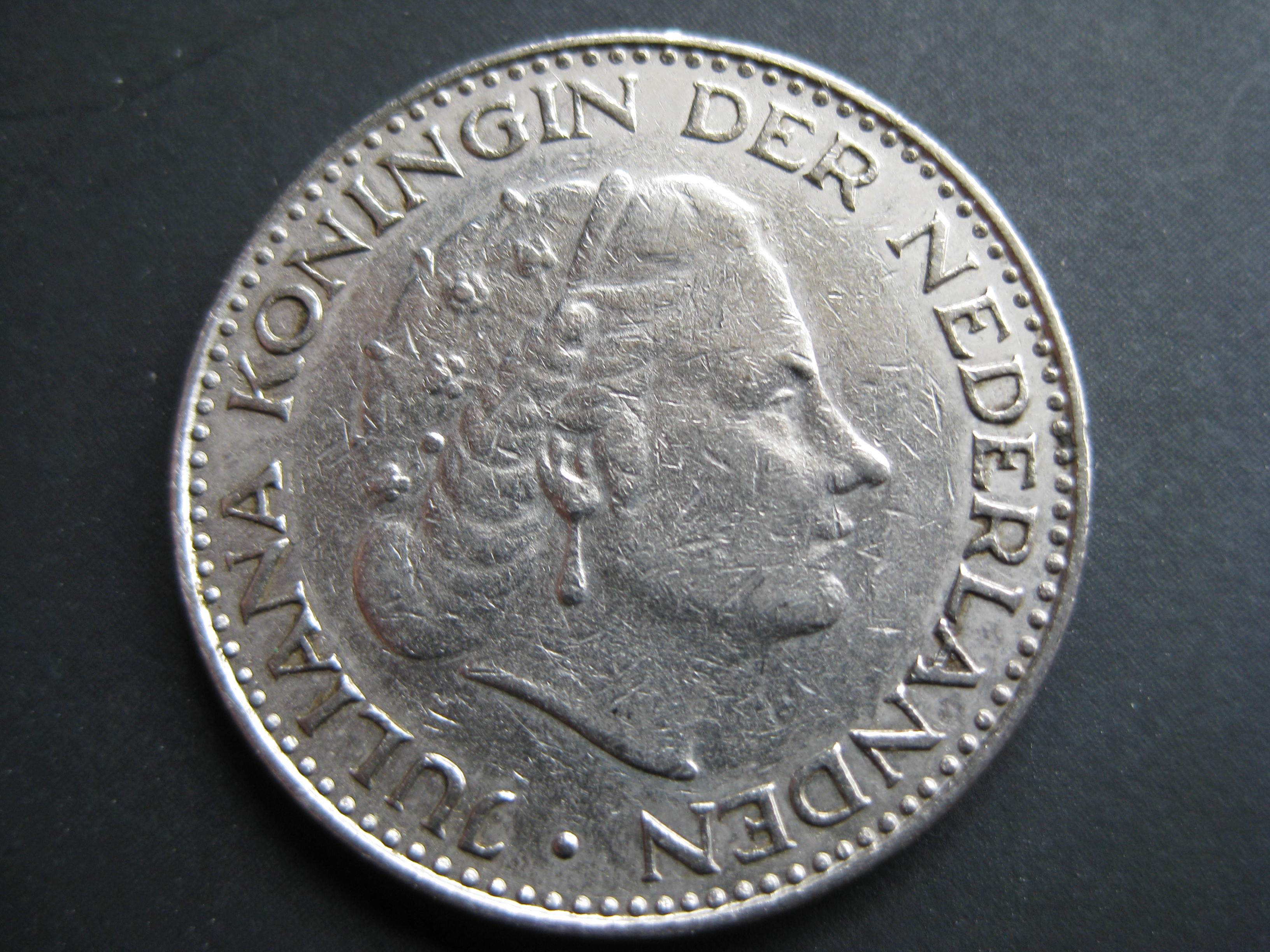
Nederlandse gulden 1967, beeltenis Koningin Juliana

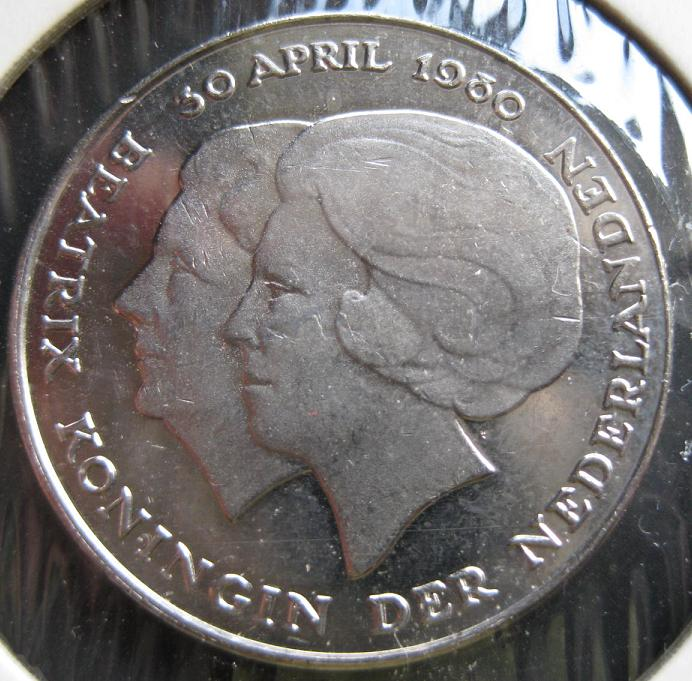
De nikkelen munt uit 1980 ter gelegenheid van de troonswisseling

Het 1 guldenstuk of gulden is een Nederlandse munt die vanaf het einde van de 13e eeuw tot 28 januari 2002 heeft gecirculeerd. De eerste gulden (betekent "gouden") werd florijn genoemd, naar de Florentijnse lelie uit het wapen van de stad Florence, waar in 1252 de eerste belangrijke gouden munt sinds de Karolingische tijd werd geslagen. Deze munt had op de ene zijde een afbeelding van de stadspatroon Sint-Jan de Doper en op de andere kant de lelie uit het wapen van de stad Florence. Deze munt werd in geheel West-Europa nagebootst, in de Nederlanden voor het eerst door Jan III van Brabant. Daarmee is ook de herkomst verklaard van het altijd gebruikte ƒ-teken voor de gulden. De gulden kon al in de 17e eeuw geen florijn meer worden genoemd omdat dat een muntstuk was van 28 stuiver (de gulden had een waarde van 20 stuiver). In 1378 kwam de Hollandse gulden van graaf Willem V in omloop. Daarna voerden verschillende vorsten en heersende edellieden hun eigen gulden in, die in het begin bijna allemaal een afbeelding van St.-Jan droegen. Alle Nederlandse gewesten, met uitzondering van Groningen, slaan aan het einde van de 15e eeuw hun eigen guldens. Groningen heeft het tot de 17e eeuw gedaan met de Emdense gulden uit het naburige Oost-Friesland, om vervolgens alsnog zelf munten te gaan slaan.

## Periode 1956-1967
Van 1954 tot en met 1967 werden er nog zilveren Nederlandse guldens geslagen (behalve in de jaren 1959 tot en met 1962) en van 1959 tot en met 1966 zilveren rijksdaalders, behalve in 1965. Deze guldens, overigens als betaalmiddel pas ingevoerd in 1956, hadden een gewicht van nog slechts 6,5 gram en met een zilvergehalte van 72 procent bevatten zij 4,68 gram zilver (en 28 procent koper). Dit was een devaluatie van 35 procent ten opzichte van de  guldens van Wilhelmina vanaf 1922. De rijksdaalders wogen 15 gram, waarvan 10,8 gram zilver. Ook dit was 72 procent, echter alweer een devaluatie ten opzichte van de guldens waarmee men in 1954 was begonnen: had men die koers volgehouden, dan hadden de rijksdaalders 2,5 x 6,5 = 16,25 gram moeten wegen en had er 11,7 gram zilver in moeten zitten. De rijksdaalders die in 1929-1944 opnieuw werden geslagen, hadden een gewicht van bruto 25 gram, waarvan netto 18 gram zilver. Die uit 1959-1966 waren hiertegenover met veertig procent gedevalueerd.
Omdat de zilverprijs wereldwijd steeg en de productiekosten van de munten de nominale waarde van de guldens en rijksdaalders naderde, besloot de regering in 1967 het muntgeld in Nederland compleet te vernikkelen. Hierbij speelde mee dat nikkelen munten voor de staatskas een aanmuntingswinst opleverden: het verschil tussen fabricagekosten en de nominale waarde. In 1967 bedroeg deze bij de nikkelen guldens 92 cent en bij de rijksdaalders ƒ 2,35. De hiervoor verantwoordelijke minister van Financiën was Johan Witteveen, die aanvankelijk alleen tot verlaging van het zilvergehalte in de munten had willen overgaan. Van 1967 bestaan er zowel zilveren als nikkelen guldens; die laatste wogen nog maar 6 gram. Vanaf 1969 werden de eerste nikkelen rijksdaalders geslagen, die met 10 gram kleiner waren dan de vroegere zilveren. De zilveren guldens en rijksdaalders van Koningin Juliana waren per 1 januari 1973 buiten omloop. Veel Nederlanders hebben zilvergeld (halve guldens, guldens en rijksdaalders) bewaard als belegging (vanwege de stijgende zilverkoers) of als verzamelstuk. Honderdduizenden zilveren muntstukken zijn heden ten dage nog bij verzamelaars in omloop.

## Einde van de gulden
In 1980 zijn er een troonswisselingsgulden en -rijksdaalder geslagen van nikkel die ook wel bekendstaan als de "dubbele koppen". Hiervan zijn er tientallen miljoenen geproduceerd, zodat zelfs de verzamelaarswaarde gering is.

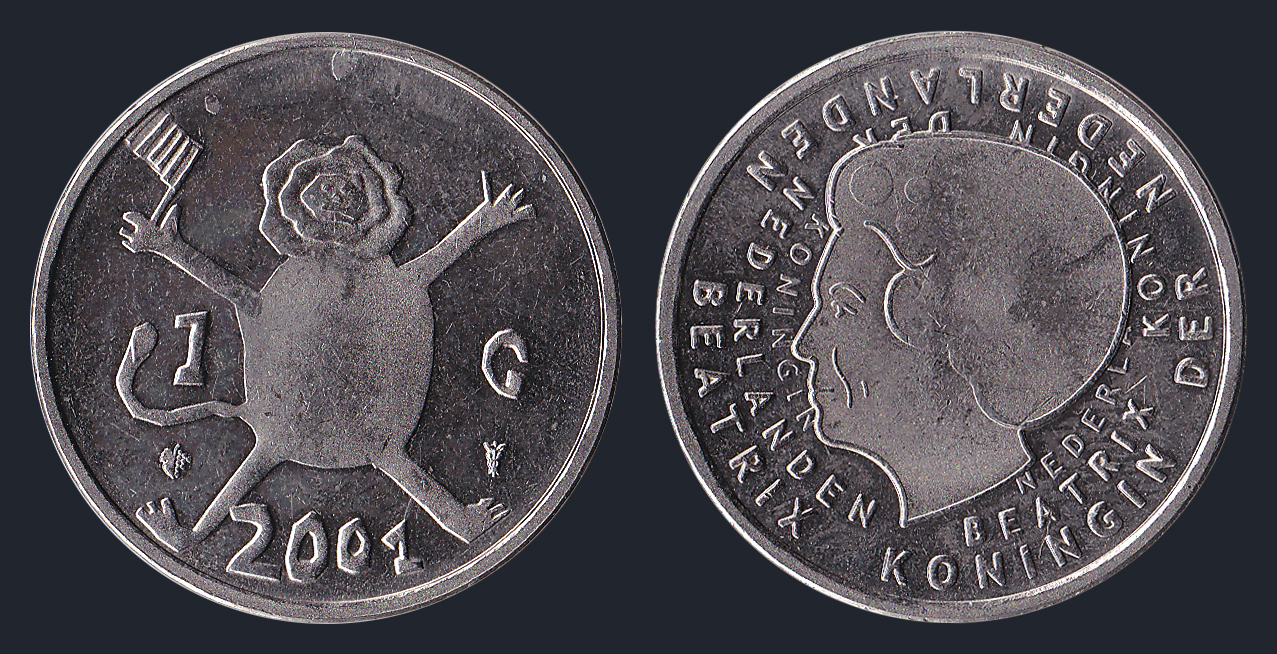
De Allerlaatste uit 2001

In juni 2001 is er nog een speciale allerlaatste gulden uitgebracht, die ook wel "de allerlaatste" wordt genoemd. Sinds 28 januari 2002 is de gulden van 1967-2001 geen wettig betaalmiddel meer; in de eerste vijf maanden van 2002 zijn 272 miljoen nikkelen guldens ingeleverd. Sinds 1 januari 2007 is het niet meer mogelijk om de munten in te wisselen voor euro's. De enige waarde die ze nog hebben is de metaalwaarde en de waarde die verzamelaars eraan toekennen. Het meeste papiergeld, dus de bankbiljetten in guldens, kan nog tot 2032 ingeleverd worden bij De Nederlandsche Bank, hoewel voor enkele biljetten een eerdere inleverdatum geldt .